# Acmaeodera rubromaculata
Acmaeodera rubromaculata é uma espécie de insetos coleópteros polífagos pertencente à família Buprestidae.
A autoridade científica da espécie é Lucas, tendo sido descrita no ano de 1844.
Trata-se de uma espécie presente no território português.